# زنبور بی‌عسل (فیلم)
زنبور بی‌عسل (انگلیسی: Wasp) فیلمی به کارگردانی آندریا آرنولد است که در سال ۲۰۰۳ منتشر شد. از بازیگران آن می‌توان به ناتالی پرس و دانی دایر اشاره کرد.